# Myślibórz Mały
Myślibórz Mały (deutsch Klein Mützelburg) ist ein Dorf in der polnischen Woiwodschaft Westpommern. Das Dorf bildet einen Teil der Gmina Nowe Warpno (Stadt- und Landgemeinde Neuwarp) im Powiat Policki (Pölitzer Kreis). Myślibórz Mały liegt etwa 31 km nordwestlich von Stettin (Szczecin) und etwa 22 km nordwestlich von Police (Pölitz).

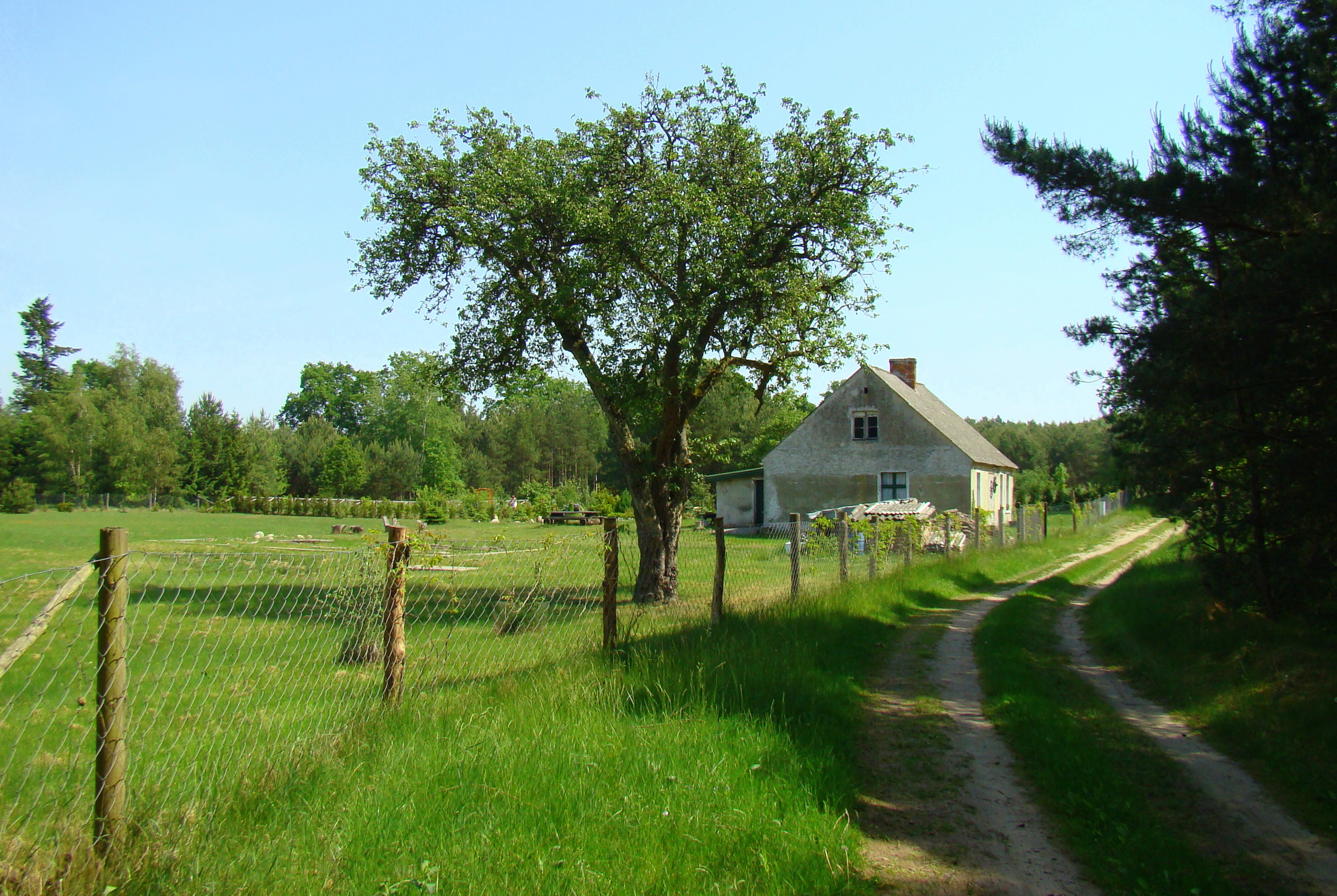
Haus in Myślibórz Mały